# Stromversorgung Lübeck

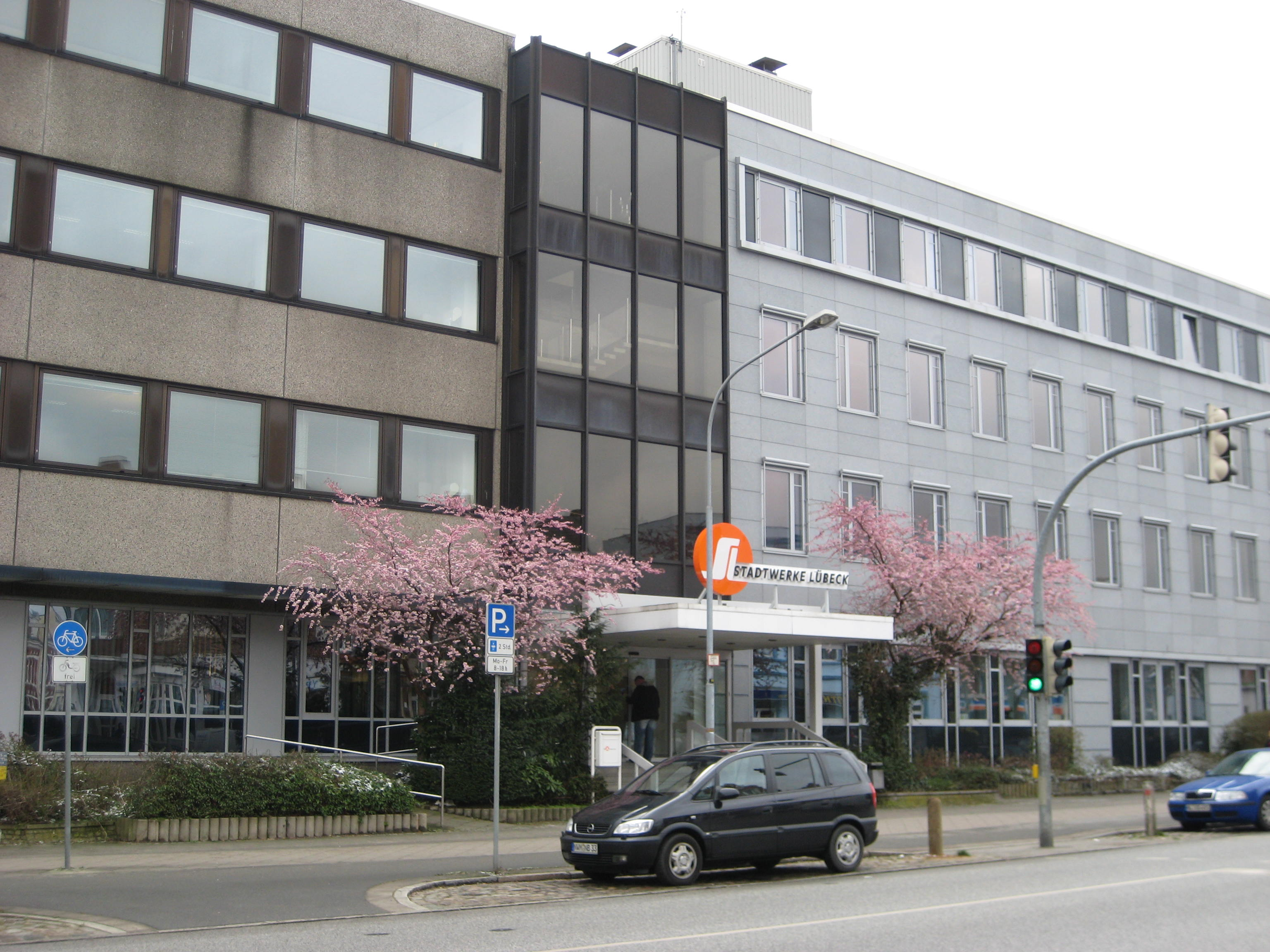
Stadtwerke Lübeck, ehemaliger Sitz in der Moislinger Allee

Die örtliche Stromversorgung in der Hansestadt Lübeck wird durch die Stadtwerke Lübeck angeboten.

## Geschichte

### Errichtung des Elektrizitätswerks 1887
Lübeck gehörte zu den ersten Städten in Deutschland, die eine öffentliche Stromversorgung aufbauten. Lübeck war die erste Stadt, die dies in eigener Regie (also durch einen stadteigenen Betrieb) tat. Nachdem 1884 das Gesuch der "Deutschen Edison Gesellschaft für angewandte Elektrizität" auf "Erteilung einer Konzession für elektrische Beleuchtung und Kraftübertragung für die Stadt Lübeck mit der Berechtigung nach Anweisung der zuständigen Behörden die Straßen und Bürgersteige zur unter- und oberirdischen Kabellegung zu benutzen" abgelehnt worden war, weil die Stromversorgung (wie die Gasversorgung) in öffentlicher Kontrolle bleiben sollte und die Entwicklung der Technik noch nicht für hinreichend fortgeschritten gehalten worden war, wurde der Stand der Technik bereits ein Jahr später von der zuständigen Behörde anders beurteilt und die Einrichtung einer "Centralstation für elektrische Beleuchtung" befürwortet. Der Auftrag wurde am 18. Januar 1887 an die Firma Schuckert & Co. in Nürnberg erteilt, die das Elektrizitätswerk zur Inbetriebnahme am 16. November 1887 in der Mengstraße 26 fertigstellte. Versorgungszweck war zunächst nur die Innenbeleuchtung von Wohn- und Geschäftshäusern und die Außenbeleuchtung des Hafens. 1891 kam die Außenbeleuchtung des damaligen Bahnhofs hinzu. Die übrige Straßenbeleuchtung war durch Gaslampen sichergestellt. Die Stromerzeugung erfolgte durch Dampfmaschinen. Der Kamin des Elektrizitätswerkes (1898 in einem ersten Ausbau vergrößert) ist auf Stadtansichten vom Westen vor der Marienkirche gut erkennbar. Erzeugt wurde eine Netzspannung von 110 V Gleichspannung.

### Ausbau bis zur Inbetriebnahme der Überlandzentrale Herrenwyk
Die Anlagen in der Mengstraße wurden nach Zusammenlegung der Gas-, Elektrizitäts- und Wasserversorgung zur "Behörde der Gemeindeanstalten" 1895 unter Leitung von Max Hase ständig vergrößert. Die Leistung der Anlage wuchs von ca. 120 kW 1887 auf 332 kW 1895 und weiter auf 975 kW 1902. Der Anschluss der Vorstädte begann 1902 mit St. Lorenz, 1904/05 folgten die Gebiete vor dem Mühlentor (Vorstadt St. Jürgen), vor dem Burgtor und Marli (Vorstadt St. Gertrud). In Travemünde wurde 1905 ein eigenes gasbetriebenes Elektrizitätswerk gebaut. Ab 1906 wurde im Stadtgebiet auch die Straßenbahn mit 550 V Gleichstrom versorgt. Die Stromerzeugung in der Mengstraße 26 und den hinzugenommenen Gebäuden in der Beckergrube 47–49 stieß angesichts des wachsenden Bedarfs an Grenzen. Planungen zur Errichtung eines Elektrizitätswerkes auf dem Gelände des Gaswerkes II in der Geniner Straße wurden 1909 zugunsten der Entscheidung zu einer Fremdversorgung durch die Siemens Elektrische Betriebe AG, Berlin, aufgegeben, die dazu eine Überlandzentrale neben dem Hochofenwerk in Herrenwyk errichtete, das über Gasgeneratoren, den erforderlichen Strom erzeugen sollte. Die Eigenproduktion der Gemeindeanstalten wurde auf 2.600 kW beschränkt. Die Stromversorgung durch die Überlandzentrale wurde am 15. März 1911 aufgenommen. Der von der Überlandzentrale gelieferte Drehstrom wurde durch Umformer in der Mengstraße zu Gleichstrom umgewandelt.

### Umwandlung in die „Städtischen Betriebe“
Mit dem Fremdstrom der Überlandzentrale konnte auch die ab 1909 in städtische Regie übergegangene Straßenbahn betrieben werden. 1912 wurde Schlutup an die Versorgung angeschlossen, was wegen der Räuchereien und Fischbetriebe wichtig war. Ab 1914 wurde auch in Travemünde der Strom nicht mehr selbst hergestellt, sondern von der Überlandzentrale bezogen. Krieg und Inflationszeit bremsten die Entwicklung und führten auch zu Rückgängen in der Versorgung, aber bereits 1920 wurde das Lübecker Landgebiet (20 Dörfer und 7 Gutshöfe) in die Versorgung einbezogen und damit ein wichtiger Ausbauschritt vollzogen. 1921 wurde die Spannung auch in der Innenstadt von 110 V auf 220 V Gleichspannung wie in den Vorstädten von Anfang an verdoppelt. Organisatorisch wurde 1923 die Umwandlung der Behörde in eine Körperschaft öffentlichen Rechts, die "Städtischen Betriebe Lübeck", vollzogen, zu deren neuem Generaldirektor Dipl.-Ing. Hencke wurde. Die Umwandlung in eine Aktiengesellschaft wurde schon damals diskutiert.

### Kriegsende 1945
Ab 1923 bis 1929 wurden die neuen Siedlungen vor den alten Vorstädten an das Stromnetz angeschlossen. Bei dieser Aufgabe wirkten die "Lichtvereine" mit, von denen z. B. einer in der Gärtnergasse noch heute existiert. Technisch bedeutete die Umstellung von den Umformern auf die neuen wartungsärmeren und platzsparenderen Gleichrichter einen Fortschritt, der den Kapazitätsausbau erleichterte, den z. B. in der Innenstadt die zunehmende Schaufensterbeleuchtung (Osram-Werbung: "Licht lockt Leute") forderte. Ein neues Verwaltungsgebäude wurde 1932 auf dem Gelände des früheren Gaswerkes I in der Moislinger Allee bezogen. 1937 war das Tor der Hoffnung der erste vollelektrisch versorgte Wohnblock der Stadt. Der Verlust der Eigenstaatlichkeit brachte im gleichen Jahr die Umwandlung der Körperschaft in einen Eigenbetrieb mit sich. Ab 1939 wurde das alte Hochspannungsnetz mit 6 kV durch eines mit 30 kV ergänzt. Da beim Luftangriff in der Nacht zum Palmsonntag 1942 auch die Anlagen in der Mengstraße getroffen wurden, fiel über Nacht die gesamte Stromversorgung der Innenstadt aus. Die Schäden konnten jedoch noch 1942 weitgehend kompensiert werden. Nur der ungeliebte Kamin, der fast 50 Jahre in der Mengstraße gestanden hatte, wurde nicht wieder errichtet.

## Gegenwart
1994 ging in Lübeck-Herrenwyk die Stromrichterstation der HGÜ Baltic Cable in Betrieb. Von dieser Anlage, die auf dem ehemaligen Areal eines mit Hüttengas befeuerten Wärmekraftwerks errichtet wurde, führt eine 380-kV-Leitung und eine 110-kV-Leitung zum Umspannwerk Lübeck-Siems. Dieses Umspannwerk war einst Teil eines Kraftwerks. Die 380-kV-Leitung von Herrenwyk nach Siems ist ein Kuriosum im deutschen Stromnetz, denn sie ist nicht über andere 380-kV-Leitungen mit dem übrigen 380-kV-Netz in Deutschland verbunden. Da auch Anfang der 2000er Jahre keine 380-kV-Verbindung von der Stromrichterstation Lübeck-Herrenwyk zum übrigen 380-kV-Netz existiert, konnte bis 2002 das HGÜ Baltic Cable nur mit maximal 372 MW (an Stelle der maximal möglichen 600 MW) betrieben werden.